# مقاطعة غويتشاي
مقاطعة غويتشاي (بالأذرية: Göyçay) هي مقاطعة في أذربيجان تقع في الجزء الأوسط من البلاد. تشتهر تشتهر المقاطعة بزارعة الرمان ومهرجان الرمان أيضاً.

## المعلومات الديموغرافية
يبلغ عدد سكان مقاطعة غويتشاي 111 ألف و400 نسمة وذلك طبقاً لتعداد عام 2011. ومتوسط الكثافة السكانية في المدينة يعادل 145 نسمة في كل كيلومتر مربع واحد. حوالي 32.89% من السكان يعيشون في العاصمة، مدينة غويتشاي، بينما يعيش 67.11% من السكان في باقي القرى. تعتبر المقاطعة موطناً للعديد من الجنسيات، فالتركيبة السكانية تشمل:
- أذر - 99,086
- روس - 189
- ليزجينيّون - 1,054
- أوكرانيين - 58
- تُرك - 36
- يهود - 22
- تتار - 28
- آفار - 2
- جورجيون - 2
- أكراد - 6
- أرمن - 3
- جنسيات أخرى - 25